# Trần Phát Thụ
Trần Phát Thụ (tiếng Trung: 陈发树; sinh năm 1961) là một doanh nhân tỷ phú người Trung Quốc, Chủ tịch Hội đồng quản trị Tập đoàn Tân Hoa Đô - một công ty khai thác mỏ của Trung Quốc.
Ông chào đời tại tỉnh Phúc Kiến và tốt nghiệp Học viện Kinh doanh Quốc tế Trung-Âu.
Tính đến tháng 7 năm 2018, tạp chí Forbes của Mỹ ước tính giá trị tài sản của ông là 2,8 tỷ đô la Mỹ.
Ngày 9 tháng 5 năm 2009, công ty Anheuser-Busch InBev đã bán 7% cổ phần còn lại ở hãng bia Thanh Đảo cho Trần Phát Thụ để đổi lấy 235 triệu đô.
Ông Trần đã kết hôn và có 4 người con, hiện sống tại thành phố Phúc Châu.